# Michel Sarrazin

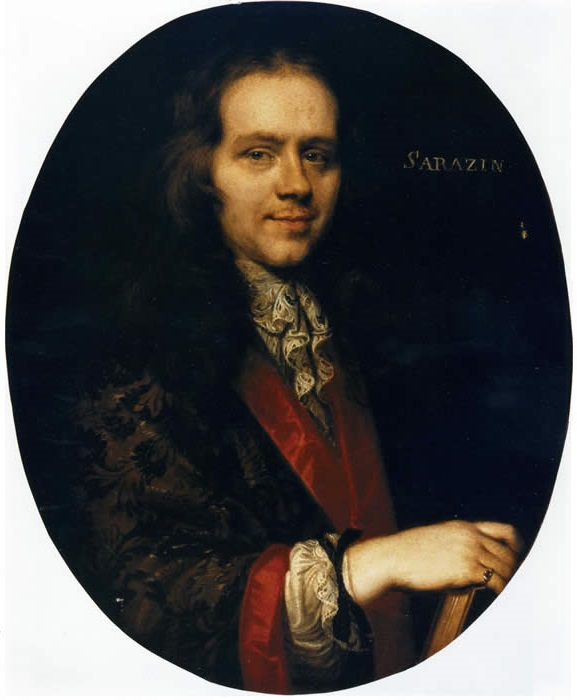
Michel Sarrazin, Gemälde von Pierre Mignard

Michel Sarrazin (* 5. September 1659 in Nuits-sous-Beaune, Bourgogne; † 8. September 1734 in Québec, Kanada) war ein französisch-kanadischer Arzt und Naturforscher.

## Der Arzt
Michel Sarrazin war der Sohn des Beamten Claude Sarrazin und dessen Ehefrau Madelaine de Bonnefoy. Nach seiner medizinischen Grundausbildung ging Sarrazin 1685 nach Québec. Vom Gouverneur Neufrankreichs, Jacques-René de Brisay de Denonville, wurde er zum Truppenarzt ernannt und diente der französischen Armee im so genannten King William’s War. 1694 kehrte er zunächst nach Frankreich zurück. Nach erfolgreicher medizinischer Fortbildung in Paris legte er in Reims das Doktor-Examen ab und fuhr 1697 als „Königlicher Arzt“ erneut nach Québec. Als Bezirksarzt des Sankt-Lorenz-Tales und leitender Arzt des Hôtel-Dieu de Québec half er den Verwundeten des Queen Anne’s War ebenso wie den Bewohnern der Stadt, die immer wieder unter Epidemien von Gelbfieber, Pocken und anderen Infektionskrankheiten litten. Dabei setzte er sich selbst großen gesundheitlichen Gefahren aus. Eine medizinische Pionierleistung war die erfolgreiche Operation und Heilung einer Patientin, die an Brustkrebs erkrankt war. Bei den Bürgern und seinen Patienten war er beliebt und wurde wegen seiner Fachkompetenz außerordentlich geschätzt und respektiert. Am 20. Juli 1712 heiratete Sarrazin – er selbst war fast 53 – die 20-jährige Marie Anne Ursule Hazeur, Tochter eines wohlhabenden Kaufmanns. Das Paar hatte sieben Kinder.

## Der Naturforscher
Michel Sarrazin gilt als Pionier der naturkundlichen Erforschung Kanadas. Während seines dreijährigen Studienaufenthalts in Frankreich (1694–1697) hatte er in Paris den Botaniker Joseph Pitton de Tournefort kennengelernt und war durch eigene Besuche im Jardin des Plantes für die Pflanzenkunde begeistert worden. Nach seiner Rückkehr nach Québec begann er die Landschaft, Geologie, Flora und Fauna von Neufrankreich zu erforschen. Als korrespondierendes Mitglied der Französischen Akademie der Wissenschaften sandte er regelmäßig Berichte nach Paris. In großem Umfang sammelte er Pflanzen und schickte die Herbarbelege, Samen und lebende Exemplare nach Frankreich. Die unbekannten Gattungen und Arten wurden dort vorwiegend von Sébastien Vaillant (1669–1722) beschrieben und klassifiziert. Dieser gab einen Teil des Materials an seinen englischen Kollegen William Sherard (1659–1728) weiter. Noch heute befinden sich die botanischen Hinterlassenschaften von Sarrazin deshalb in den Museumssammlungen von Paris und Oxford. Die im 18. Jahrhundert entstandenen Bücher über die Pflanzen Kanadas fußten auf Sarrazins Untersuchungen. Auch auf zoologischem Gebiet lieferte Sarrazin neue Erkenntnisse. Mit chirurgischer Präzision untersuchte er die Anatomie und Physiologie von Säugetieren wie Biber, Bisamratte, Murmeltier, Seehund, Baumstachler und Vielfraß.
Die Gattung der Schlauchpflanzen Sarracenia ist nach ihm benannt.

## Ehrungen
- Joseph Pitton de Tournefort beschrieb zu Ehren von Sarrazin die von diesem aus Kanada übersandte fleischfressende Schlauchpflanze als neue Gattung mit dem Namen Sarracenia.[1] Carl von Linné übernahm später diesen Namen.[2][3]
- Der Club de Recherches Cliniques du Québec verleiht alljährlich den Prix Michel-Sarrazin für herausragende Leistungen auf dem Gebiet der biomedizinischen Forschung.[4]
- Im Zoologischen Garten von Québec erinnert ein Gedenkstein an den Naturforscher Michel Sarrazin.
- In Montreal gibt es eine Rue Michel-Sarrazin

1699 wurde Sarrazin als korrespondierendes Mitglied in die Académie royale des sciences aufgenommen.